# Francisco C. Palencia
Francisco C. Palencia fue un militar mexicano. Nació en la ciudad de Colima. En 1880 fue nombrado prefecto político del Distrito del Centro con capital en la ciudad de Colima, cargo en el que permaneció por tres años.
Fue por un corto tiempo, Juez del Estado Civil y en 1884 fue elegido diputado al Congreso de la Unión por el I Distrito Electoral Federal de Colima. Francisco C. Palencia fue reelecto sucesivamente en ese mismo cargo hasta su muerte, ocurrida en la Ciudad de México, el 3 de octubre de 1897.